# Rivers

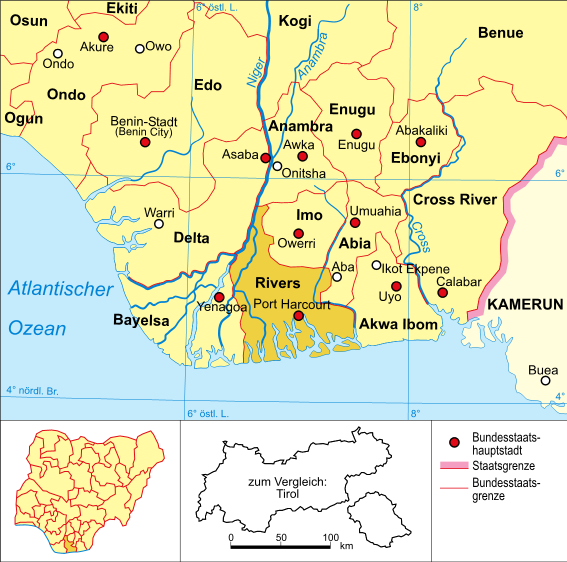
Lage von Rivers in Nigeria

Rivers ist ein Bundesstaat des westafrikanischen Landes Nigeria mit der Hauptstadt Port Harcourt, die mit 3.325.000 Einwohnern (Stand 2022) auch die größte Stadt des Bundesstaates ist.

## Geografie
Der Bundesstaat liegt im Süden des Landes und grenzt im Norden an den Bundesstaat Imo, im Nordwesten an die Bundesstaaten Anambra und Delta, im Nordosten an den Bundesstaat Abia, im Süden an den Atlantik, im Westen an den Bundesstaat Bayelsa und im Osten an den Bundesstaat Akwa Ibom. Der Bundesstaat nimmt einen Großteil des östlichen Nigerdeltas ein. Das Upper Orashi Forest Reserve wurde 2008 in die Liste der Feuchtgebiete von internationaler Bedeutung gemäß der Ramsar-Konvention aufgenommen.

## Geschichte
Der Bundesstaat wurde am 27. Mai 1967 gebildet. Erster Gouverneur war zwischen 28. Mai 1967 und Juli 1975 Alfred Papapeye Diete-Spiff. Gegenwärtiger Gouverneur ist seit 29. Mai 2015 Ezenwo Nyesom Wike.
Zum 1. Oktober 1996 wurde ein Teil des Bundesstaates abgespalten und bildet seither den Bundesstaat Bayelsa.

### Liste der Gouverneure und Administratoren
- Alfred Diete-Spiff (Gouverneur 1967–1975)
- Zamani Lekwot (Gouverneur 1975–1978)
- Suleiman Saida (Gouverneur 1978–1979)
- Melford Okilo (Gouverneur 1979–1983)
- B.L. Letimah (Gouverneur 1984–1985)
- Fidelis Oyakhilome (Gouverneur 1985–1987)
- Anthony S. Ukpo (Gouverneur 1987–1988)
- Ernest Adeleye (Gouverneur 1988–1990)
- Godwin Abbe (Gouverneur 1990–1992)
- Rufus Ada-George (Gouverneur 1992–1993)
- Dauda Komo (Administrator 1993–1996)
- Musa Shehu (Administrator 1996–1998)
- Sam Ewang (Administrator 1998–1999)
- Peter Odili (Gouverneur 1999–2007)
- Celestine Omehia (Gouverneur 2007)
- Rotimi Amaechi (Gouverneur 2007–2015)
- Ezenwo Nyesom Wike (Gouverneur seit 2015)

## Verwaltung
Der Staat gliedert sich in 23 Local Government Areas. Diese sind: 
| - Abua-Odual - Ahoada-East - Ahoada-West - Akuku-Toru - Andoni - Asari-Toru - Bonny - Degema | - Eleme - Emuoha - Etche - Gokana - Ikwerre - Khana - Obio/Akpor - Ogba/Egbema/Ndoni | - Ogu-Bolo - Okrika - Omumma - Opobo/Nkoro - Oyigbo - Port Harcourt - Tai |

## Wirtschaft
Haupteinnahmequelle des Bundesstaates ist die Erdöl- und Erdgasförderung. Etwa 40 Prozent der Rohölförderung Nigerias entfallen auf den Staat. Rivers gehört zu den industrialisierten Bundesstaaten des Landes. Dort befindet sich eine Erdölraffinerie und Betriebe der Petrochemie, der Glasindustrie, der Metallverarbeitung sowie eine Anzahl Brauereien.
Der Bundesstaat erreicht für das Jahr 2019 einen Index der menschlichen Entwicklung von 0,653 und weist damit eine mittlere menschliche Entwicklung auf. Unter den 37 Verwaltungseinheiten Nigerias erreicht er damit den sechsten Platz.